# 안전 (총기)

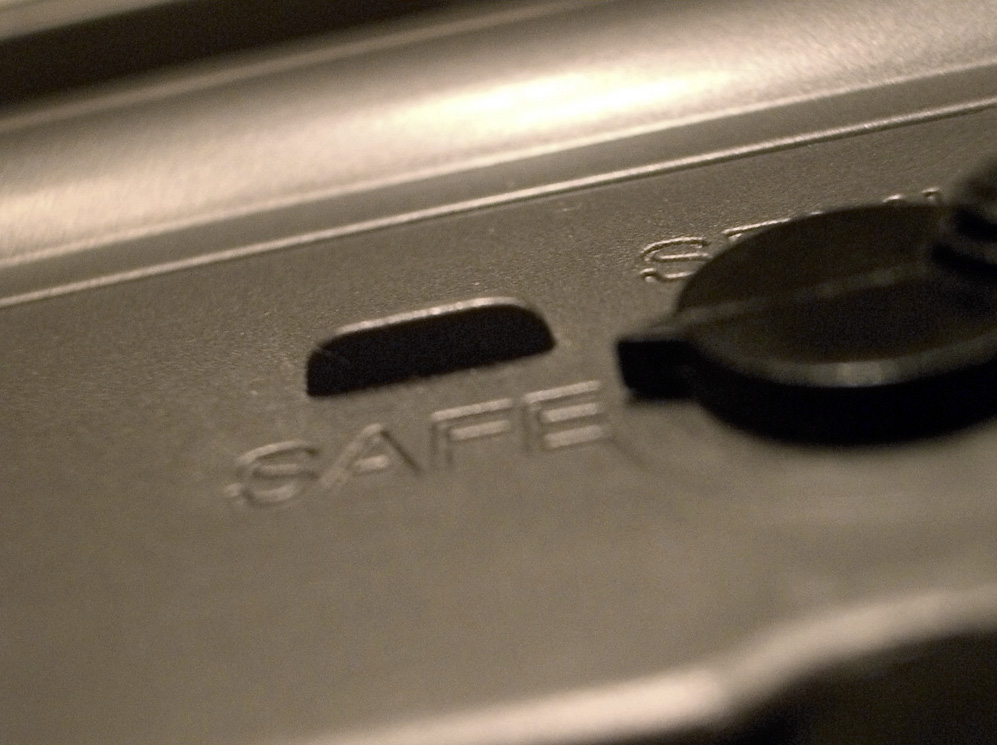
M16A2 소총의 안전 스위치를 클로즈업한 샷

총기류에서 안전 또는 안전 장치는 총기의 우발적인 발사를 방지하여 안전을 보장하는 데 사용되는 메커니즘이다.
안전은 일반적으로 내부 안전 (일반적으로 사용자로부터 입력을 수신하지 않음) 및 외부 안전 (예: 레버를 "켜기"에서 "끄기" 로 바꾸는 것 또는 비슷한 것)이 있다. 때때로 이는 각각 "수동" 및 "능동" 안전(또는 "자동" 및 "수동")이라고 한다.
사용자가 다양한 발사 모드를 선택할 수 있는 기능이 있는 총기에는 안전 및 모드 선택을 위한 별도의 스위치가 있을 수 있다(예: 톰슨 기관단총 ) 또는 안전에서 반자동, 완전 자동 발사 (예: M16 )도 있다.
1990년대 후반과 2000년대 초반 이후에 제조된 일부 총기에는 총을 발사하기 전에 고유 키로 비활성화해야 하는 필수 통합 잠금 장치가 포함되어 있다. 이러한 통합 잠금 장치는 휴대 중 안전 장치가 아니라 화기를 무인 보관하는 동안 어린이 안전 장치로 사용된다. 이 범주의 다른 장치로는 방아쇠 잠금 장치, 구멍 잠금 장치 및 총기 금고가 있다.

## 같이 보기
- 화기